# Huangchuan
Huangchuan  (en chino, 潢川; pinyin, Huángchuān (escuchar)ⓘ [chuan]) es un condado  bajo la administración directa de la Prefectura Xinyang en la Provincia de Henan, República Popular China.  Su área es de 1634 km² y su población total para 2020 superó los 630 mil habitantes. 

## Administración
A julio de 2025, el  Condado Huangchuan  se divide en 22 pueblos  administrados en 5 subdistritos,  10 poblados y 7 villas.

## Toponimia
El topónimo Huangchuan [/Juáng-chuán/] significa "llanura del (río) Huang". En 1913, se abolió la Provincia Guang (光州 Guangzhou) y se estableció el Condado Huangchuan. Según el Diccionario de los origenes de los topónimos de China (中国地名由来词典); en esta región existía el Estado Huang (黄国 "amarillo") y al río que baña su jurisdicción recibió su nombre (黄水 Huang "río amarillo"),  más tarde se le agregó el radical del agua (氵) a Huang (黄 "amarillo") quedando a su nombre actual, río Huang (潢河), un tributario del Río Huai.